# Hennadij Horszkow
Hennadij Petrowycz Horszkow, ukr. Геннадій Петрович Горшков, ros. Геннадий Петрович Горшков, Giennadij Pietrowicz Gorszkow (ur. 8 września 1953) – ukraiński piłkarz, grający na pozycji napastnika lub pomocnika, trener piłkarski.

## Kariera piłkarska
Wychowanek klubu Awanhard Żółte Wody. Pierwszy trener Ołeksandr Łunin. W 1970 rozpoczął karierę piłkarską w Awanhardzie Żółte Wody, ale po spadku z Drugiej Ligi ZSRR kontynuował występy w klubie w rozgrywkach amatorskich. W 1976 został zaproszony do Kołosa Nikopol, a latem 1977 przeszedł do Desny Czernihów. W pierwszej połowie 1980 bronił barw Spartaka Iwano-Frankiwsk, ale latem powrócił do Desny Czernihów. Nie jeden sezon zostawał królem strzelców klubu. Uplasował się na 14. miejscu wśród najlepszych ukraińskich strzelców w mistrzostwach Drugiej Ligi ZSRR (115 goli) oraz na 39 pozycji wśród najlepszych ukraińskich strzelców w mistrzostwach wszystkich lig ZSRR. Na początku 1988 został piłkarzem Zirki Kirowohrad, a po pół roku wyjechał do Uzbekistanu, gdzie występował w klubie Celinnik Toʻrtkoʻl, w którym zakończył karierę piłkarza w roku 1989. W 1994 grał w klubie futsalowym Awanhard Żółte Wody, a w 1995 w wieku 42 lat rozegrał 3 gry w amatorskim zespole Czeksył Czernihów.

## Kariera trenerska
W 1987 wykonywał funkcje grającego trenera w Desnie Czernihów.

## Sukcesy i odznaczenia

### Sukcesy piłkarskie
Desna Czernihów
- wicemistrz Ukraińskiej SRR: 1982

### Sukcesy indywidualne
- król strzelców klubu Desna Czernihów w Mistrzostwach ZSRR: 112 goli
- król strzelców klubu Desna Czernihów w sezonach: 1979, 1980, 1981, 1982, 1983, 1984, 1985